# Bīdokht
Bīdokht (persiska: بيدخت) är en ort i Iran.   Den ligger i provinsen Khorasan, i den östra delen av landet, 700 km öster om huvudstaden Teheran. Bīdokht ligger 1 077 meter över havet och antalet invånare är 4 823.
Terrängen runt Bīdokht är platt.Runt Bīdokht är det glesbefolkat, med 14 invånare per kvadratkilometer. Närmaste större samhälle är Gonābād, 6,8 km väster om Bīdokht. Trakten runt Bīdokht är ofruktbar med lite eller ingen växtlighet.